# José Domingo Rus
José Domingo de las Nieves Rus y Ortega de Azarraullía (Maracaibo, Provincia de Maracaibo, Venezuela; 4 de agosto de 1768-Toluca, México; 1835). fue un caballero venezolano de ascendencia hispana, nacionalizado mexicano, de amplia formación académica como Licenciado en Ciencias Filosóficas, Doctor en Cánones, y Abogado, preparación que le permitió distinguirse en el desempeño de actividades cívicas y burocráticas al frente de varios importantes cargos oficiales en el Imperio Español y en el Primer Imperio Mexicano.
Fue uno de los firmantes de la "La Pepa", la primera Constitución española en 1812, siendo diputado ante las Cortes de Cádiz por Maracaibo (3 de marzo de 1812 a 10 de mayo de 1814).,más adelante, participó intelectualmente en el proceso político de la independencia mexicana, llegando a convertirse en ministro de la primera Suprema Corte de Justicia de la Nación, siendo además uno de los que contribuyó a redactar el acta de independencia de México, aunque nunca llegaría a firmar su promulgación. A su vez, fue miembro de la Junta Provisional Gubernativa, la primera entidad de gobierno mexicano. 
El jurista Don José Domingo Rus llegó a casarse con Doña María de las Mercedes Lezama y Suárez Medrano el 7 de octubre de 1794, haciéndose padre de numerosa descendencia; entre ellos, los Ruz Lezama, Ramírez Rus, Rodríguez Ramírez, Ramírez Mac Gregor, y Ortín Rodríguez. Posteriormente, Don José murió por causas naturales en Toluca (México) en 1835.

## Biografía
La presencia de Rus en la corte española destaca dos aspectos de singular importancia para la vida y destino de la provincia y para su condición de hombre público, criollo de América, monárquico y liberal. Fue tenaz en obtener del gobierno Español para la provincia de Maracaibo la solución a sus más variados problemas, necesidades y urgencias.
Por esta condición de realista, los habitantes de Maracaibo lo han mantenido relegado al olvido, aunque la historia reciente ha rescatado su labor en las Cortes y ante la corona española. La vasta gestión del Doctor Rus se encuentra detallada en una obra suya, publicada en Madrid en 1814 bajo el título Maracaibo Representado en Todos sus Ramos. La obra fue parte de las representaciones que muchos diputados americanos hicieron a órdenes de Fernando VII después de que él abolirá las Cortes. En esta representación, el diputado zuliano solicitó del Rey la independencia de Maracaibo respecto de Caracas. También pidió la creación de un ejército provincial, aduanas comarcanas, sistema impositivos y hacienda pública locales, y una Audiencia territorial y lacustre, igual que la traslación de la catedral, colegio, universidad (hoy la Universidad de Los Andes y demás establecimientos de Mérida de Maracaibo a Maracaibo. La ciudad de Mérida se había separado de la Provincia de Maracaibo y unido a la Primera República de Venezuela. Bajo el proceso empezado por la Cortes gaditanas, las provincias ultramarinas estaban por definirse, y el trabajo de Rus represente el esfuerzo de Maracaibo, como muchas otras regiones americanas, en transformarse en provincias autónomas bajo la Constitución española de 1812. Si el diputado Rus hubiese triunfado en sus propósitos, quizás el Zulia fuera un estado soberano (con jurisdicción en buena parte del occidente de Venezuela). Habiendo obtenido pocos resultados tangibles en su batalla por constituir a los estados Zulia, Mérida y Trujillo en un país separatista, Don José se dirigió al Virreinato de Nueva España (1521-1821), para abrirse camino en los ámbitos ejecutivos y judiciales.
A partir de 1817, Don José Domingo Rus desempeña un papel notable en la historia de México. Al poco tiempo de su llegada al poderoso virreinato asume su puesto como oidor de la Audiencia y Cancillería Real, mejor conocida como la Real Audiencia de Guadalajara – el máximo tribunal de la Corona española en el territorio del Virreinato de Nueva España, habiendo sido establecida durante el reinado de Carlos V en Santiago de Compostela en 1548, y trasladada a Guadalajara, México bajo los auspicios de su hijo Felipe II, en 1560. Como oidor de la Audiencia, el eminente jurista Gran Colombino (Venezolano) participó en las negociaciones que resultaron en los Tratados de Córdoba, llegando a eventualmente formar parte de la Junta Provisional Gubernativa que rigió en México hasta el establecimiento del Primer Imperio Mexicano. Esta fue la misma Junta que en la tarde del 28 de septiembre de 1821, se reunió en el Palacio Nacional para redactar el Acta de Independencia del Imperio Mexicano; acta que fue subsecuentemente firmada por 33 de los 38 miembros, una de las firmas ausentes siendo la de José Domingo Rus que se cree se había retirado a su hacienda en Toluca por razones de salud. Los otras cuatro firmas ausentes fueron las de los miembros Juan O'Donoju, Francisco Severo Maldonado, José Mariano de Almanza y Miguel Sánchez Enciso. A partir de la proclamación de la República Federal en 1823, Don José concentró sus esfuerzos alrededor de la creación del Tribunal Supremo de Justicia o Suprema Corte de Justicia de la Nación, máximo tribunal constitucional de México y cabeza del poder judicial de la joven Federación, que entró en función en marzo de 1825. En esta capacidad sirvió hasta el año en que se retiró, 1830, habiendo alcanzado el cargo de presidente de ese tribunal supremo al final de una vida de más de treinta años de abnegado servicio público. José Domingo Rus otorga testamento en la ciudad de México, “adonde vino a reparar (sus) males y enfermedades graves que había padecido durante su retiro en la [bella] ciudad de Toluca”, el 3 de enero de 1834. En el mismo confiere haciendas, casas, criados, muebles y plata labrada “heredada de nuestra descendencia”, a ser entregadas a sus hijos en Maracaibo, en manos de su señora esposa, Doña María Lezama. También se declara cofrade de la Colegiata de Guadalupe y del Beneficio del Monte Pío en la Capital; ordenando subsecuentes fundaciones piadosas a San Juan Nepomuceno, en su ciudad natal de Maracaibo.